# KASA – Kontrastive Alphabetisierung im Situationsansatz
KASA – Kontrastive Alphabetisierung im Situationsansatz ist ein Bildungs- und Integrationsprojekt, welches Alphabetisierungskurse für türkisch-,  arabisch- und persischsprachige Migranten anbietet.

## Projektbeschreibung
Das Projekt KASA wird vom in Berlin ansässigen Träger Gesellschaft für Interkulturelles Zusammenleben betrieben. Es kooperiert deutschlandweit mit Migrantenorganisationen, orientalischen Kirchen und Moscheen in acht Bundesländern. Dort werden nach dem kontrastiven Ansatz und dem pädagogischen Situationsansatz Deutsch- und Alphabetisierungskurse angeboten. Das Projekt wird vom Bundesministerium für Bildung und Forschung gefördert. KASA ist der Nachfolger des Projekts ABCami.

## Konzept
Die Konzeption der Alphabetisierungskurse bei KASA basiert auf drei Grundlagen:

### Innovative Lernorte
Als Lernorte fungieren bei KASA Sozialräume, die den Teilnehmern aus dem Alltag bekannt sind. Die Alphabetisierungskurse finden in Migrantenorganisationen, orientalischen Kirchen und Moscheen statt.

### Situationsansatz
16 Leitsätze in den Bereichen Bildung, Partizipation, Gleichheit und Differenz, Lebensweltorientierung und Einheit von Inhalt und Form bilden den sog. Situationsansatz. Ausgangspunkt sind dabei reale Lebenssituationen der Menschen, die als Lernsituationen erschlossen werden. Lebensweltbezogene Schlüsselsituationen sind Gegenstand des Unterrichts. Das Lernen wird von den Lernenden aktiv mitgestaltet. Die Berücksichtigung der Herkunftssprache spiegelt sich im kontrastiven Ansatz von KASA wider.

### Kontrastiver Ansatz
Der kontrastive Ansatz nutzt die muttersprachlichen Kompetenzen der Teilnehmer um den Sprach- und Schriftspracherwerb im Deutschen zu vereinfachen. Ausgegangen wird von den Gemeinsamkeiten beider Sprachen, Unterschiede werden spezifischer thematisiert. Die Unterrichtssprache bleibt Deutsch.
Seinen Ursprung hat der kontrastive Ansatz in der kontrastiven Linguistik, wonach Lernende einer Zweitsprache (L2) selbige besser lernen, wenn auf bereits vorhandenes Wissen in der Erstsprache (L1) rekurriert wird, Stichwort: positiver Transfer. Hierbei werden verschiedene, sprachwissenschaftliche Aspekte zweier Sprachen miteinander verglichen, um Unterschiede und Gemeinsamkeiten beider Sprachen zu entdecken. Dies können phonetische, phonologische aber auch etymologische Aspekte zweier Sprachen sein. Bereits 2005 hatte Alexis Feldmaier Vorteile, Möglichkeiten und Grenzen des kontrastiven Ansatzes in der Alphabetisierungsarbeit in einem Aufsatz dargelegt. Neben lernpädagogischen Aspekten beim kontrastiven Ansatz unterstreicht er insbesondere die Wertschätzung der Herkunftssprache der Lernenden als einen der größten Motivationsfaktoren.
Zu diesem Zweck entwickelt das Projektteam kontinuierlich kontrastives Lernmaterial und erprobt dieses in Alphabetisierungskursen. Im Oktober 2017 erschien das vom Projektteam erstellte, kontrastive Lehrwerk „Deutsch Lesen. Erfolg Schreiben“ in deutsch-türkisch und deutsch-arabisch im Hueber Verlag.
2020 erschienen die neuen Lehrwerke „Mit Türkisch Deutsch lernen“,  „Mit Persisch Deutsch lernen“ sowie
„Mit Arabisch Deutsch lernen“. 296 Seiten führen Lernende gezielt in alle Buchstaben und Laute der deutschen Sprache ein. Diese werden in den vier Fertigkeiten Hören, Sprechen, Schreiben und Lesen intensiv geübt. Zusätzlich werden diverse Lernstrategien für einen effektiven Lernprozess eingeführt. Die Inhalte orientieren sich an für die Lernenden alltagsrelevanten und lebensnahen Kontexten.
In Deutschland wird der Ansatz der kontrastiven Alphabetisierung des Integrationskurses mit Alphabetisierung verwendet, insbesondere in den Aufbau-Alpha-Kursen A und B.
Zu den Einschränkungen in der praktischen Arbeit zählt, dass die kontrastive Alphabetisierung auf die Herkunftssprache Bezug nimmt, so dass dieser Ansatz sich nur schlecht in der Plenumarbeit mit multinationalen Gruppen verwirklichen lässt. Daher wird in multinationalen Gruppen gegebenenfalls auf ein Individualprogramm zurückgegriffen.